# Alfred Hansen (Kameramann)
Alfred Hansen (* 9. August 1885 in Kopenhagen; † 21. Januar 1935 in Berlin) war ein deutscher Kameramann.

## Leben
Nach einer fotografischen Ausbildung arbeitete Hansen zunächst unter anderem als Aktualitätenfotograf. Seit 1917 drehte er Spielfilme und war neben Theodor Sparkuhl Stammkameramann für den Schauspieler und Regisseur Ernst Lubitsch.
Als dieser 1922 nach Hollywood ging, kooperierte Hansen mit Regisseuren wie Carl Boese und Hans Steinhoff. Zuletzt war er an mehreren wenig bekannten Filmen des Regisseurs und Produzenten Carl Heinz Wolff beteiligt.

## Filmografie
- 1917: Dornröschen
- 1917: Prinz Sami
- 1918: Der Fall Rosentopf
- 1918: Die Augen der Mumie Ma
- 1918: Carmen
- 1919: Meyer aus Berlin
- 1922: Das Weib des Pharao
- 1922: Maciste und die Japanerin
- 1922: Die Flamme
- 1923: Die Fledermaus
- 1923: Alles für Geld
- 1925: Athleten
- 1925: Der Mann, der sich verkauft
- 1925: Die drei Portiermädel
- 1925: Wenn Du eine Tante hast
- 1926: Wien – Berlin
- 1926: Es blasen die Trompeten
- 1926: Nanette macht alles
- 1926: Der Mann ohne Schlaf
- 1926: Der Seekadett
- 1927: Die Tragödie eines Verlorenen
- 1927: Die weiße Spinne
- 1927: Petronella
- 1928: Das Spreewaldmädel
- 1928: Die seltsame Nacht der Helga Wangen
- 1928: Die Dame und ihr Chauffeur
- 1928: Das Haus ohne Männer
- 1929: Bobby, der Benzinjunge
- 1930: Flachsmann als Erzieher
- 1931: So’n Windhund
- 1931: Täter gesucht
- 1931: Kyritz - Pyritz
- 1931: Die Schlacht von Bademünde
- 1931: Die Liebesfiliale